# Ctenucha semistria
Ctenucha semistria là một loài bướm đêm thuộc phân họ Arctiinae, họ Erebidae.